# Jacques Leplat (entomologiste)
Pour l’article homonyme, voir Leplat.
Jacques Leplat est un entomologiste français, né le 10 mai 1925 à Saint-Denis et décédé le 22 avril 2012 à Céret.

## Sa vie
Il fait ses études au Vésinet pour l'école primaire puis à Paris pour le lycée avec un passage en Corrèze pendant la guerre. Il a passé un baccalauréat scientifique (mathématiques élémentaires).
Il a commencé des études à la Sorbonne en Sciences Naturelles sans finir. 
Sur la demande de son père il est part étudier l'anglais chez une tante installée en Angleterre. À son retour il commence sa carrière professionnelle.
D'octobre 1946 à décembre 1948, il est agent d'exportation chez Bourgeois Parfumerie à Paris.
En janvier 1949 il entre chez Moulin Légumes (qui deviendra Moulinex) comme acheteur ; il y travaillera à Alençon et Bagnolet jusqu'en octobre 1957.
Chez Damond société de fabrication industrielle, il sera de novembre 1957 à décembre 1959 chef des achats.
À partir de janvier 1960, il travaillera chez Sofrésid, société d'ingénierie, comme directeur du département ordonnancement marchés.
Il y terminera sa carrière professionnelle en 1983 en partant en préretraite.
Sa carrière chez Sofrésid lui a permis de voyager partout dans le monde car il suivait les chantiers de construction d'aciéries puis d'autres usines par la suite.
Il a pu ainsi exercer quand le temps le lui permettait sa passion d'entomologiste et d'amateur de coquillages et minéraux.
Durant sa jeunesse et une partie de sa vie d'adulte, il a consacré une grande partie de ses loisirs au scoutisme, dans le mouvement des Éclaireuses éclaireurs de France.

## Ses travaux entomologiques
Il s'intéresse particulièrement aux Carabes dont il rassemble une collection importante et réalise de nombreux élevages, il obtient quantité d'hybrides. Ses collections et sa bibliothèque entomologiques sont vendus à l'hôtel Drouot le 5 octobre 2012.

## Livres
Il publie, aux éditions Sciences Nat, avec son ami Jacques Forel, une monographie des Carabes de France et une iconographie des Buprestes de France pour servir è l'ouvrage de L. Schaefer.
Il publie aux éditions Magellanes, toujours avec Jacques Forel, la faune des Carabus de la péninsule ibérique, puis avec Alain Camard, une étude sur les hybrides du genre Carabus. 
Enfin il entreprend une refonte de l'ouvrage de Jeannel sur la faune des Carabiques de France et publie, avec Jacques Forel les volumes 1, 10 et 11 (sur onze prévus).

## Taxa décrits
- Anthaxia hungarica linea cupreus Leplat, 2000
- Brachyleptura stragulata Leplat, 1986
- Carabus andiaensis Forel & Leplat, 1998
- Carabus rugosus vermiculosus Fons, Leplat & Ferrero, 1993
- Ceroglossus suturalis hernani Jiroux et Leplat, 2006
- Cetonia aurata gagates Leplat, 1996
- Chrysocarabus auronitens punctatoauratus mauricola Leplat, 1998
- Chrysocarabus punctatoauratus guerroumii Leplat, 1989
- Megodontus purpurascens centralis Forel & Leplat, 1995

## Taxa dédiés
- Carabus leplati Deuve & Li, 2008
- Ceroglossus magellanicus leplati Jiroux, 2006